# 莆田轨道交通
莆田市轨道交通有限公司，是由莆田市高速公路有限责任公司出资成立的企业。主要职责是加快推进莆田市及周边相关轨道交通建设的进度，将承接福莆宁城际铁路F2线一期工程（江口—莆田火车站）的建设工作。